# استنلی جی. لاو
استنلی جی. لاو (به انگلیسی: Stanley G. Love) فضانورد اهل کشور ایالات متحده آمریکا است که در ۸ ژوئن ۱۹۶۵ میلادی در سن دیگو زاده شد. وی در مأموریت اس‌تی‌اس-۱۲۲ حضور داشته‌است.